# Breda Ba.65
Le Breda Ba.65 était un avion militaire de la Seconde Guerre mondiale, fabriqué en Italie par Breda.